# Caproni Ca.316
Caproni Ca.316 je bilo italijansko dvomotorno propelersko vodno letalo iz časa 2. svetovne vojne. Namenjeno je bilo uporabi na glavnih ladjah Italijanske mornarice. Za krajši vzlet je uporabljal katapult. Ca.316 je bil razvit iz predhodnikov Ca.306 in Caproni Ca.310.
Zgradili so 14 letal, vendar ni nobeno vstopilo v uporabo.

## Tehnične specifikacije
- Posadka: 3
- Dolžina: 12,89 m (42 ft 3 in)
- Razpon kril: 15,87 m (52 ft 1 in)
- Višina: 5,11 m (16 ft 9 in)
- Površina kril: 38,0 m2 (409 ft2)
- Prazna teža: 4000 kg (8820 lb)
- Gros teža: 4804 kg (10590 lb)
- Motor: 2 × Piaggio P.VII zvezdasti motor, 460 kW (343 KM)

- Maks. hitrost: 328 km/h (205 mph)
- Dolet: 1600 km (1000 milj)
- Servisna višina leta: 6000 m (19680 ft

Orožje:1 × 7.7 mm (.303 in) Breda-SAFAT strojnica, do 400 kg (882 lb) bomb